# Henri Gaspard Charles Bouret
Pour les articles homonymes, voir Bouret.
Henri Gaspard Charles Bouret, né le 16 juillet 1752 à Riez et mort le 28 juillet 1805 à Paris, est un homme politique français, député à la Convention nationale.

## Biographie
Notaire à Riez en 1780, maire en 1790, il est élu suppléant (140 voix sur 277) pour les Basses-Alpes  de la première assemblée républicaine française en septembre 1792. Il est appelé à siéger le 3 juin 1793, en remplacement de Verdollin décédé en avril, et s’inscrit au club des Jacobins.
Le 19 frimaire an II (9 décembre 1793), un décret l'envoie comme représentant en mission à Cherbourg et dans la Manche. Puis, le 9 nivôse (29 décembre 1793, un arrêté du Comité de salut public le charge, avec Jacques Frémanger, d'organiser le gouvernement révolutionnaire dans la Manche et le Calvados. Rappelé par arrêté du Comité de salut public du 30 germinal (19 avril 1794), puis par lettre du 5 floréal (24 avril 1794), il écrit de Coutances le 10 floréal (29 avril 1794) qu'il vient juste de recevoir l'arrêté du 30 germinal. Il est de retour à Paris le 16 floréal (5 mai 1794).
Le 9-Thermidor, il se montre très virulent à l'égard des Jacobins.
Le 25 fructidor an II (11 septembre 1794), un décret l'envoie en mission avec Jacques-Augustin Leyris dans le Morbihan pour y épurer les autorités ; il écrit encore de ce département le 19 nivôse an III (25 janvier 1795). Le 15 germinal an III (4 avril 1795), un autre décret le nomme dans la Manche afin de surveiller les côtes ; il désarme les terroristes (qu’il appelle cannibales). Rappelé par décret du 4 messidor an III (22 juin 1795), il écrit de Coutances le 19 messidor (7 juillet) pour annoncer son prochain départ pour Paris, mais le Comité de salut public lui écrit encore le 25 messidor (13 juillet.
Il est élu en 1795 au Conseil des Cinq-Cents et prend la parole pour l’annulation des élections de Saint-Alban.
Il meurt à Paris en 1805, alors qu’il est agent général et administrateur de l’Établissement des aveugles.